# مورسنگ‌چشم کاکل‌سیاه
مورسنگ‌چشم کاکل‌سیاه (نام علمی: Sakesphorus canadensis) یک پرنده گنجشک‌سان در زیرتیرهٔ Thamnophilinae از تیرهٔ مورچه‌مرغان (Thamnophilidae)، «مورچه‌مرغ‌های نمادین» است. در مناطق گرمسیری آمریکای جنوبی در ترینیداد، کلمبیا، ونزوئلا، گویان، برزیل و پرو یافت می‌شود.